# Wilhelminaziekenhuis (Assen)
Het Wilhelminaziekenhuis is een voormalig ziekenhuis in de Nederlandse stad Assen. 
In 1907 vierde Assen het honderdjarig bestaan als zelfstandige gemeente. Een aantal mensen wilde een blijvend aandenken en besloot een ziekenhuis op te richten. Er werd hiervoor een inzamelingsactie onder de bevolking gehouden. Op 5 juli 1907 kwam koningin Wilhelmina de eerste steen leggen voor het naar haar genoemde ziekenhuis.
In 1910 was het gebouw aan de Oosterhoutstraat gereed. Het was van oorsprong een klein gebouw, maar langzaamaan werden er steeds meer delen aangebouwd. Begin jaren dertig werd het flink uitgebreid door de Zeister architecten Jan en Theo Stuivinga. Willem Coenraad Brouwer maakte voor de gevel vijf terracotta panelen, waarop een arts, een verpleegkundige en een aantal patiënten zijn afgebeeld. Vooral na de Tweede Wereldoorlog werd er flink uitgebreid. Achter het oude gebouw kwam onder meer een nieuw hoofdgebouw en een nieuwe verpleegvleugel. 
In de jaren tachtig, toen de verbouwingen waren afgerond, was het ziekenhuis een uitgestrekte aaneenschakeling van gebouwen tot aan de Zuidersingel. Omdat de ruimte te krap werd, besloot men uit te wijken naar een andere locatie. De psychiatrische inrichting Port Natal werd gekocht en er werd een nieuw ziekenhuis neergezet. Het nieuwe Wilhelmina Ziekenhuis Assen werd in 1990 in gebruik genomen. De uitbreidingen van het voormalige ziekenhuis aan de Oosterhoutstraat werden gesloopt, op het oude hoofdgebouw na. Het hoofdgebouw werd in 1994 ingeschreven in het monumentenregister als rijksmonument. Rond 2000 werd het gerenoveerd, sindsdien zijn er meerdere kantoren in het pand gevestigd.

## Foto's

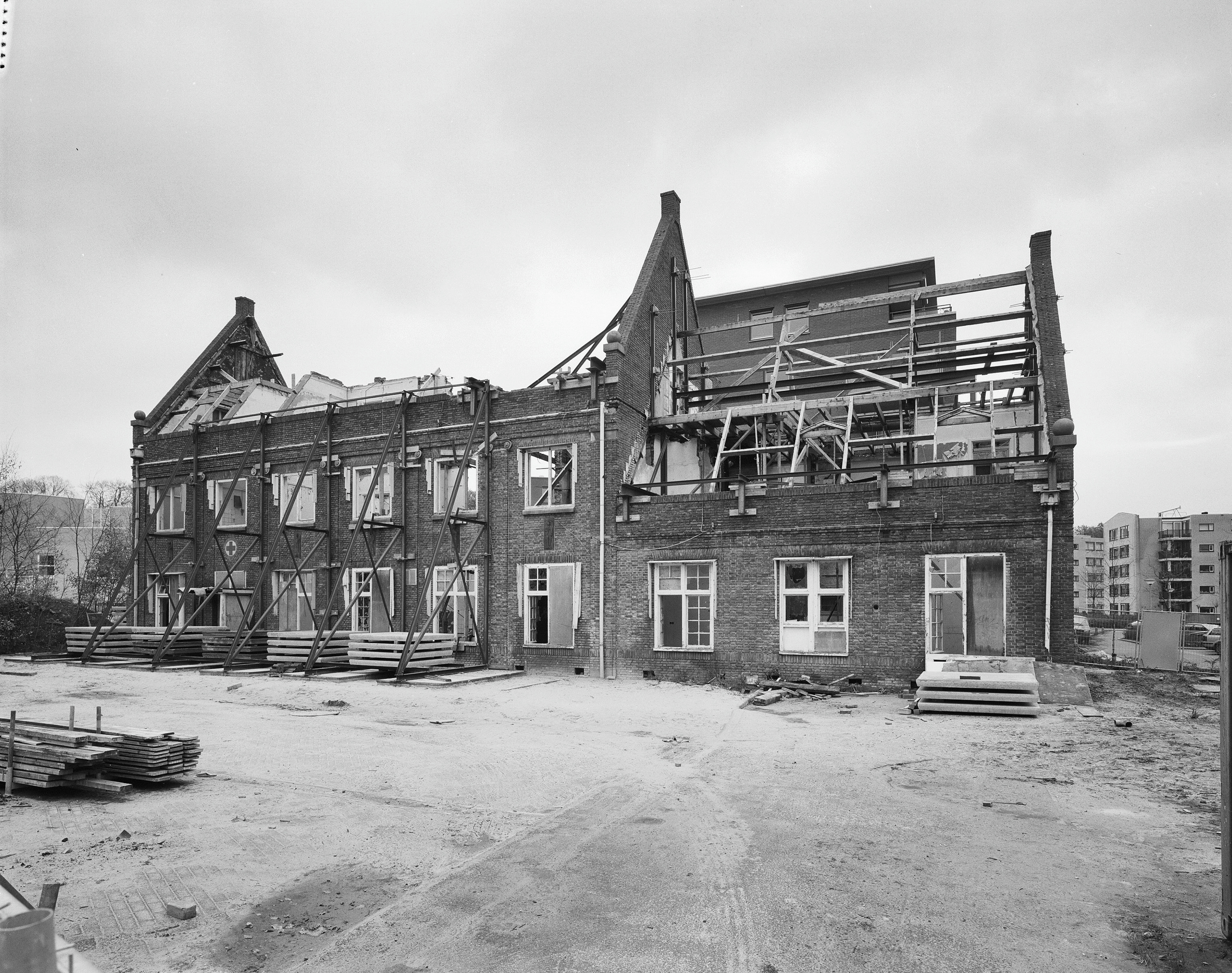
Tijdens de restauratie
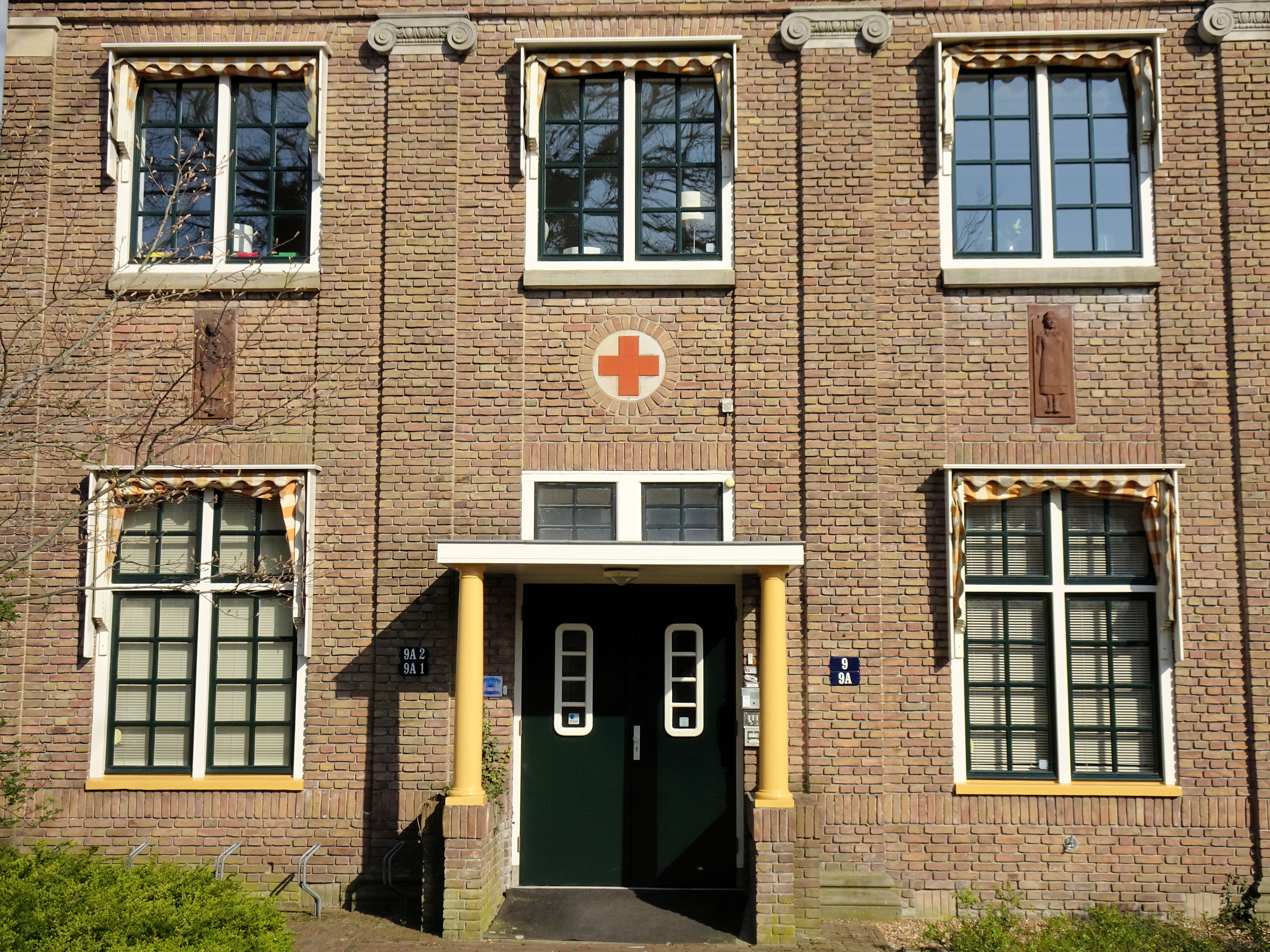
Entree van het gebouw
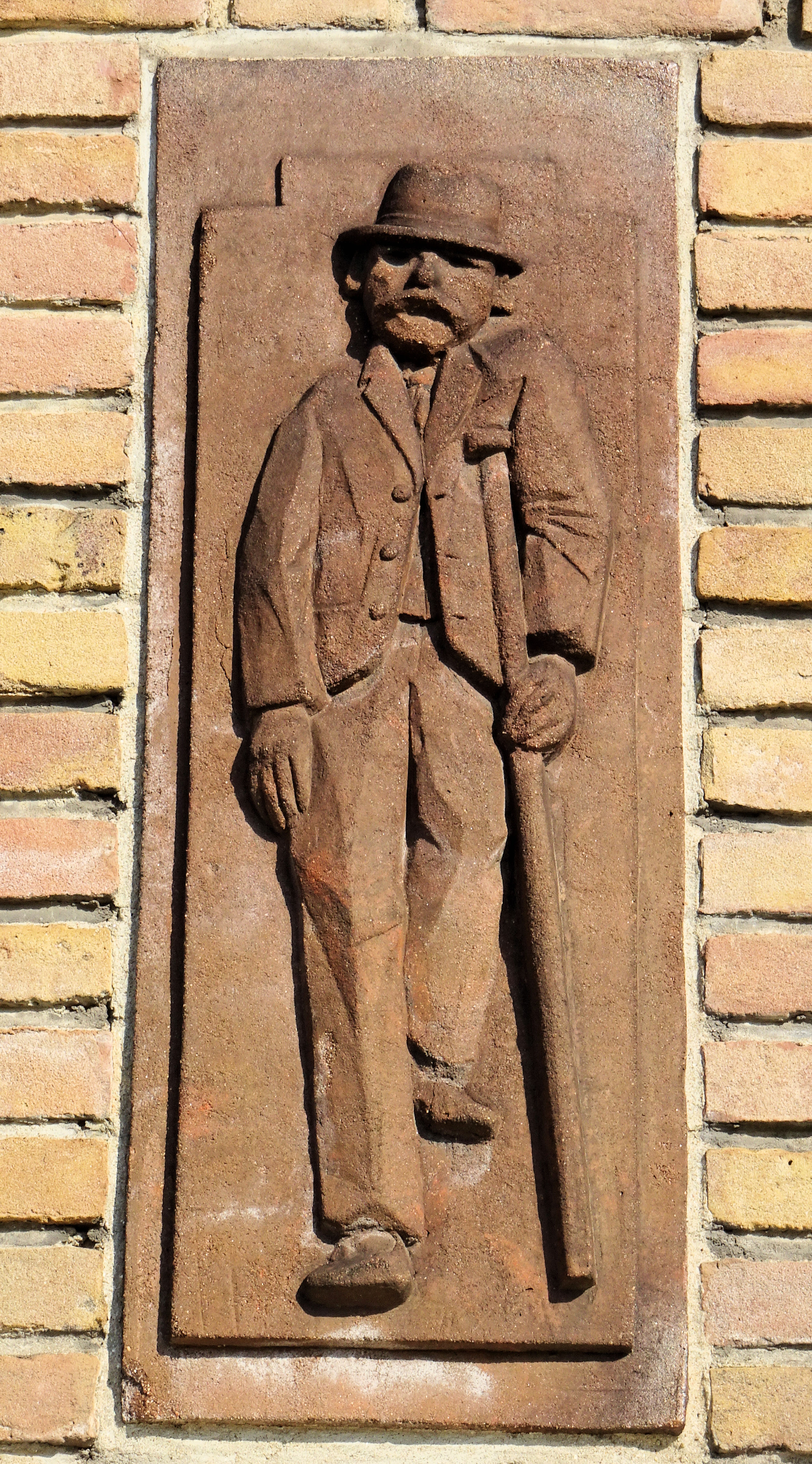
Een van de geveldecoraties